# Războiul de Independență al României
Războiul de Independență al României este numele folosit în istoriografia română pentru participarea Principatului României la Războiul Ruso-Turc din anii 1877–1878. În urma acestui război, țara și-a obținut independența față de Imperiul Otoman, alături de Serbia și Muntenegru. Pe 4/16 aprilie 1877, România și Imperiul Rus au semnat la București un tratat care permitea trupelor ruse să traverseze teritoriul țării în drumul spre Balcani, cu condiția respectării integrității teritoriale a României.
Inițial, până târziu în 1877, Rusia nu a dorit intrarea României în război, nedorind ca aceasta să participe la tratatele de pace pentru împărțirea teritoriilor, însă rușii s-au lovit de o puternică rezistență, suferind pierderi grele în asalturi repetate, și neputând înainta în Balcani dincolo de trupele (40.000 de soldați) conduse de Osman Pașa, care se cantonaseră în cetatea Plevna.
În România a fost declarată mobilizarea trupelor. Aproximativ 120.000 de soldați au fost masați de-a lungul Dunării pentru apărarea țării în fața unui eventual atac al turcilor. Imperiul Rus a declarat război Imperiului Otoman pe 12/24 aprilie 1877, iar trupele ruse au intrat în România pe la Ungheni, traversând pe nou construitul pod de peste Prut, opera cunoscutului inginer francez Gustave Eiffel.
Costul total, în bani, suportat de cetățenii României a fost estimat la 100 milioane lei aur.
În perioada aprilie - august 1877 sediul Marelui Cartier General al Armatei Române a fost în comuna Poiana Mare din județul Dolj. Acesta a fost în casa familiilor Marincu —Magereanu.

## Contextul politic
La începutul domniei principelui Carol I, România era un stat mic, cu o suprafață de 121.000 km2 și cu o populație de circa 5 milioane de oameni. Încă aproximativ 5 milioane de români trăiau în provinciile istorice ocupate de imperiile vecine. Dezvoltarea economico-socială ca și aspirațiile naționale ale României erau grav afectate de statutul de vasal al Imperiului Otoman. 
În timpul domniei lui Alexandru Ioan Cuza, statul român trecuse printr-un amplu proces de modernizare economică, socială și politică. Aceste transformări au contribuit la consolidarea luptei pentru independență, atât față de puterea suverană, cât și de limitările impuse de marile puteri europene. Atât în timpul domniei lui Cuza cât și după abdicarea sa, s-a desfășurat o amplă activitate propagandistică de către românii aflați în diferite state europene, în încercarea de influențare a opiniei publice internaționale în favoarea intereselor românești. În același timp, oamenii politici români au întărit legăturile cu reprezentanții mișcărilor de eliberare națională din Balcani. 
Viața politică internațională din perioada de dinaintea izbucnirii războiului a cunoscut o readucere în primul plan a discuțiilor privind așa-numita „Chestiune Orientală”. Puterile europene au fost obligate să se concentreze din nou asupra Imperiului Otoman și a situației națiunilor care încercau să-și câștige independența, având de optat între păstrarea integrității teritoriale a imperiului sau reîmpărțirea sferelor de influență în Balcani.
În iulie 1875 a izbucnit răscoala din Herțegovina. În august același an s-au ridicat la luptă bosniecii. În aprilie 1876 s-au răsculat bulgarii, iar în iunie Serbia și Muntenegru declanșau războiul împotriva Imperiului Otoman. Marile puteri aveau interese diferite în regiune. La începutul anului 1877, după eșecul conferințelor internaționale de la Constantinopol (decembrie 1876 și ianuarie 1877) și de la Londra (martie 1877), soluția militară părea de neevitat. 
În aceste condiții, guvernul român a luat măsuri hotărâte începând cu 1876 pentru întărirea armatei. A fost decretată o mobilizare parțială, a fost creat corpul de observație de la Gruia, au fost executate lucrări de fortificare a mai multor puncte strategice. Toate aceste măsuri s-au luat într-o atmosferă de susținere din partea populației și cu un moral ridicat al armatei. 
Guvernul român a adoptat la început o politică de neutralitate față de conflictele de la sudul Dunării și a depus eforturi diplomatice pentru recunoașterea independenței țării pe cale pașnică. Premierul român Lascăr Catargiu a trimis o notă diplomatică către puterile garante prin care afirma că Principatele Unite sunt separate de Turcia și nu fac parte din Imperiul Otoman. În aceeași notă, premierul român declara că România se va opune armat oricărei încercări de violare a teritoriului național iar, într-un conflict general, România urma să coopereze cu puterile care îi vor garanta integritatea și drepturile statale. 
Iminența declanșării unui nou război între ruși și otomani a determinat guvernul român să negocieze cu reprezentanții Imperiului Rus la Livadia în septembrie 1876 condițiile trecerii armatei imperiale pe teritoriul național în drumul lor spre Dunăre. Cele două guverne au semnat la București la 4 (sv)/16 aprilie (sn) 1877 convenția prin care românii acordau „liberă trecere” trupelor țariste, în condițiile în care Imperiul Rus garanta apărarea și menținerea integrității teritoriale a României. 
Guvernul român a hotărât pe 6 aprilie 1877 să mobilizeze preventiv armatele permanentă și teritorială cât și cea de rezervă. Pe 25 aprilie, mobilizarea armatei a fost încheiată, iar organizarea trupelor s-a făcut conform planurilor de război. România a mobilizat peste 125.000 de oameni, din care efectivele armatei operative au fost de 66.000 de soldați, 12.300 de cai și 190 de tunuri. Au fost mobilizați, în vederea instruirii, aproximativ 14.000 de tineri din contingentul anului 1877 și membri ai milițiilor – aproximativ 33.000.

### Organizarea apărării strategice

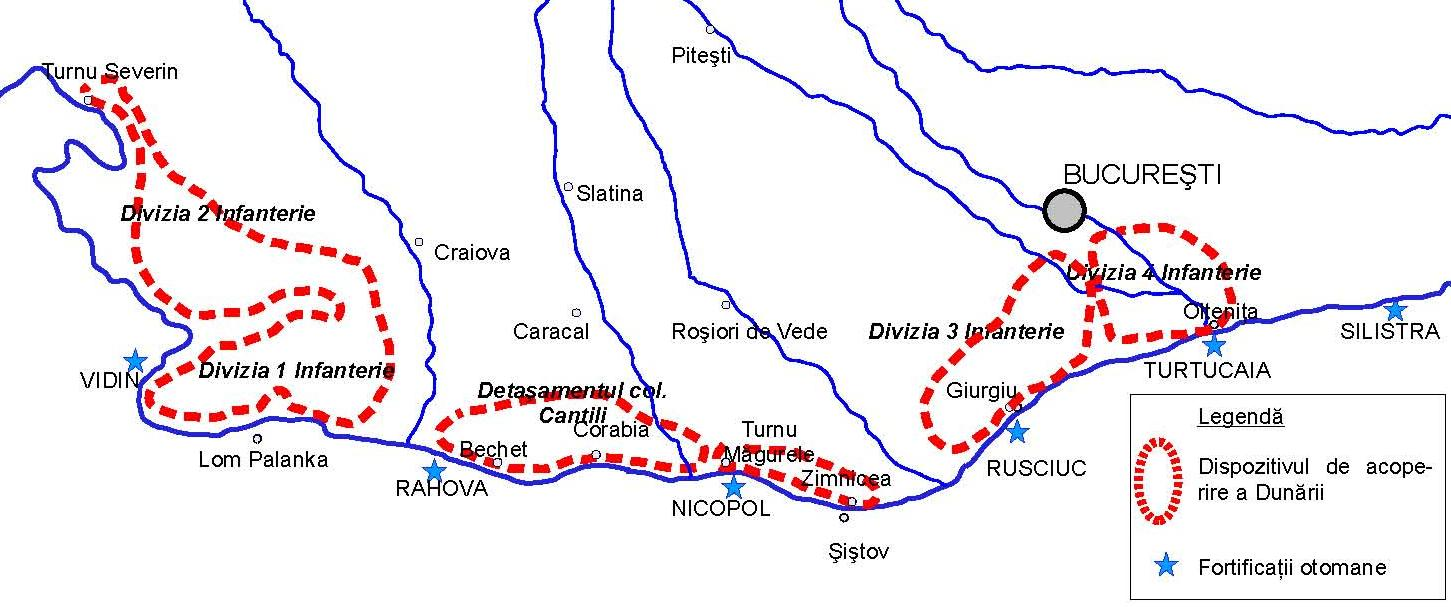
Dispozitivul de acoperire a Dunării

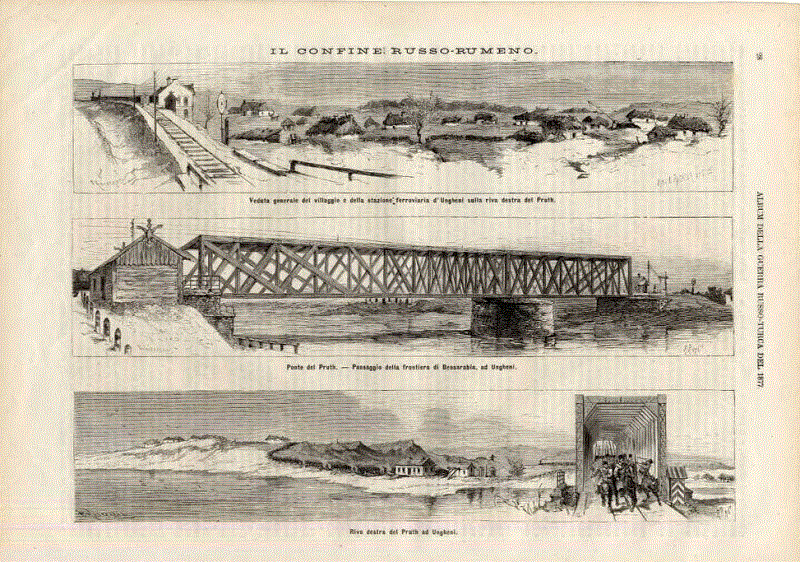
Podul Eiffel de peste Prut, cca 1880

Imediat după mobilizare s-a trecut la organizarea armatei în două corpuri în vederea apărării strategice a malului românesc al Dunării și respingerii la nevoie a unui atac otoman. Cele mai amenințate puncte au fost considerate Calafatul și Bucureștiul. Comandamentul român a hotărât ca două divizii care formau Corpul 1 de armată să asigure apărarea în cazul unui atac otoman dinspre Vidin, iar Corpul 2 de armată format tot din două divizii să asigure apărarea capitalei împotriva unui eventual atac dinspre Rusciuk și Turtucaia. Principalele rezerve ale armatei erau concentrate în regiunea Bucureștiului și constau în două regimente de dorobanți, un regiment de roșiori și alte câteva formațiuni auxiliare. În această desfășurare, armata română a asigurat apărarea liniei Dunării pe un front de 650 km, până la sosirea trupelor țariste. Armata rusă a început traversarea Prutului pe la Ungheni, pe la nou construitul pod „Eiffel”, în noaptea de 11 – 12 aprilie 1877.

## Proclamarea independenței
Imperiul Otoman a reacționat la acțiunile politice și militare ale românilor și a luat o serie de măsuri de descurajare: suspendarea diplomaților români de la Constantinopol, sechestrarea unor nave românești încărcate cu cereale, bombardarea orașelor Brăila și Reni, atacarea pichetelor de frontieră, ș.a. În această situație, ministrul de război român Alexandru Cernat a ordonat trupelor române să riposteze ferm față de orice tentativă otomană de traversare a Dunării. În cadrul sesiunii Adunării Deputaților din 29 aprilie și a Senatului de a doua zi, Parlamentul României declara rupte legăturile diplomatice cu Imperiul Otoman și recunoștea existența stării de război dintre cele două state. 
La data de 29 aprilie 1877 sv (11 mai sn) în urma interpelării din 27 aprilie în Cameră a guvernului de către deputatul Anastase Stolojan care cerea guvernului să-și precizeze poziția privind provocările repetate ale turcilor (extras din interpelare: „[...] 4) Décă guvernulŭ are cunoscință de circulările Porțiĭ, prin carĭ ni se tăgăduesce individualiitatea ca Statŭ, și ni se amenința instituțiunile din năuntru? 5) În fața acestorŭ acte de ostilitate diplomatică și de agresiune armată din partea Turcieĭ , fără sĕ ne fi declaratŭ resbelŭ, 6) Întrebŭ, care este atitudinea guvernuluĭ și care 'ĭ va fi linia de purtare?”) și urmare a discursurilor ținute de către Ion Brătianu (premier) și Mihail Kogălniceanu (ministru de externe), aceasta a votat cu largă majoritate (58:29) moțiunea deputatului Dimitrie Ghica în care se recunoștea existența unei stări de război între Turcia și România. A doua zi, 30 aprilie, Senatul a confirmat moțiunea cu 36:7 (a existat o singură abținere). 
La data de 9/21 mai 1877, Mihail Kogălniceanu a răspuns interpelării deputatului Nicolae Fleva, care cerea guvernului să explice Camerei ce măsuri concrete a luat pentru a pune în practică cererile moțiunii din 29 aprilie sv, și, printr-un discurs memorabil, a proclamat independența României în uralele Adunării. Moțiunea a fost votată cu majoritatea de 79 de voturi (au existat doar 2 abțineri). În numele Camerei, C.A. Rosetti, președintele Camerei, rostește următoarele cuvinte: „Camera mulțumită de esplicările guvernuluĭ asupra urmărilor ce a dat votul eĭ de la 29 Aprilie anul curent, ia act că resbelul între România și Turcia, că ruperea legăturilor nóstre cu Pórta și independența absolută a Românieĭ aŭ primit consacrarea lor oficiale”. În aceeași după-amiază, Senatul a votat moțiunea, iar după aceea s-a format o procesiune cu calești și torțe prin tot Bucureștiul.
A doua zi, 10/22 mai, se împlineau 11 ani de când prințul Carol sosise la București, pentru a lua în primire tronul Principatelor și era deja anunțată o mare festivitate. Festivitățile au început la ora 11, cu un TeDeum la Mitropolie, au urmat felicitările și discursurile oficiale al Corpurilor (parlamentul, magistrații, funcționarii superiori, guvernul etc.) până la ora 14:30. Primul la cuvânt a fost vice-președintele Camerei, Dimitrie Brătianu: „Prea Înălțate Dómne, Camera și Senatul au recunoscutŭ independința Românieĭ faciă cu Turcia. Măria Ta, în capulŭ eroiceĭ nóstre armate, veĭ face a se impune inamiculuĭ și a fi recunoscută și de puterile garante ca o necesitate salutară Europeĭ.”. Carol I a mulțumit cabinetului ministerial cu următoarele cuvinte: „Vĕ mulțumesc pentru îndemânarea cu care ațĭ urmat impulsiuniĭ sentimentuluĭ național în îndeplinirea dorințeĭ celeĭ maĭ scumpe a țĕriĭ întregĭ.” iar Senatului: „Unanimitatea cu care Senatulŭ a proclamatŭ ruperea unorŭ legăturĭ carĭ de multŭ îșĭ făcuseră timpulŭ; carĭ nu făceaŭ de câtŭ a împiedica România în calea sea de pace și de civilisațiune, făcând'o solidară cu greșelĭ streine și atrăgêndŭ asupra pămêntuluĭ nostru rele și calamitățĭ neprovocate de noĭ; acéstă unanimitate este o puternică dovadă că viŭ este între d-vóstră spiritulŭ bătrânilorŭ noștrĭ, spiritul acelorŭ marĭ stremoșĭ, carĭ, în timpurile cele mai grele, n'aŭ desperatŭ nici o dată de sórta Românieĭ”.
Deputații s-au reunit apoi, începând cu ora 15, pentru a vota legile propuse la data de 9/21 mai și care nu mai avuseseră timp să fie votate sau care fuseseră ulterior modificate de Senat (înființarea ordinului «Steaua României», transformarea tributului în buget de război etc.).
Carol s-a pregătit să-l primească la gară la ora 16:30 pe Marele Duce Nicolae, venit de la Ploiești în acest scop în Capitală. Și în seara zilei de 10/22 mai au fost procesiuni și manifestări publice de bucurie.
În acea zi de 10/22 mai nu au fost semnate de către Carol nici un act sau lege, fiind o zi dedicată exclusiv aniversării celor 11 ani de domnie. Deși, ulterior, zilei de 10 mai i-a mai fost adăugată o semnificație, aceea de trecere la regat, Carol nu și-a arogat niciodată meritul declarării independenței României (vezi bibliografia acestei secțiuni, vezi discursurile sale, vezi biografiile scrise de Mite Kremnitz, Paul Lindenberg etc.).
Dacă Declarația de Independență este, precum îi spune numele, o declarație iar moțiunea un act intern al Parlamentului, neavând niciuna dintre ele nevoie nici de semnătura Domnului și nici de transformarea lor în legi sau decrete, recunoașterea independenței României la nivel internațional necesita însă acorduri și tratate internaționale și ea a fost recunoscută abia în urma Congresului de la Berlin, sub rezerva modificării constituției. Independența a fost declarată de către Corpurile legiuitoare, cele care reprezentau, conform Constituției, de jure și de facto, națiunea (art. 31: „Tóte puterile Statuluĭ emană de la națiune care nu le póte esercita de cât numaĭ prin delegațiune și dupe principiile și regulile așĕḑate în Constituțiunea de faciă.” și respectiv art. 38: „Membriĭ amândurora Adunărilor represintă națiunea...”). Nu trebuie uitat că declarația de independență făcută de România era, din punct de vedere legal, contrarie Tratatului de la Paris (1856), reconfirmat de Convenția de la Paris (1858), care garanta suzeranitatea Imperiului Otoman asupra Principatelor Unite; independența României trebuia deci recunoscută cel puțin de semnatarele celor două instrumente legale. Faptul că după declararea independenței, după obținerea ei și, mai ales, după recunoașterea ei internațională, nu a fost nevoie să fie modificată Constituția (exceptând art. 7 impus prin art. 44 al Tratatului de la Berlin), indică faptul că legea fundamentală a țării deja cuprindea conceptele independenței de stat de la bun început și elimina nevoia emiterii unei legi în acest sens.
Primul act oficial al României independente a fost crearea Ordinului Steaua României, lege adoptată de Senat în ședința acestuia din seara zilei de 9/21 mai, apoi de Cameră în ședința de la orele 15:00 de a doua zi. Un alt act adoptat în întregime la data de 9/21 mai 1877 a fost transferarea celor 914000 lei, reprezentând „Darea către Înalta Pórtă” (așa era trecut tributul în buget), în bugetul cheltuielilor curente ale armatei. Doar patru zile mai târziu, la data de 13/25 mai 1877, Domnitorul decorează pe câmpia Cotrocenilor doi din eroii de la Oltenița (28 aprilie 1877 sv) cu acest nou ordin și încă alți 25 de merituoși, inclusiv generalul Manu (comandantul diviziei 4), cu Virtutea Militară. Primii care au primit decorația Steaua României (în grad de Cavaler) au fost niște simpli soldați: Ochian Costache, din Regimentul 3 Artilerie, bateria 3 și Enache Dinu, din Batalionul 2 Vănători.
Înainte de începerea luptelor, Imperiul Rus nu s-a arătat deloc interesat să coopereze activ cu România în acțiunile de război, ceea ar fi îndreptățit Principatele Unite să participe și la tratativele de pace care ar fi pus capăt conflictului.

## Luptele

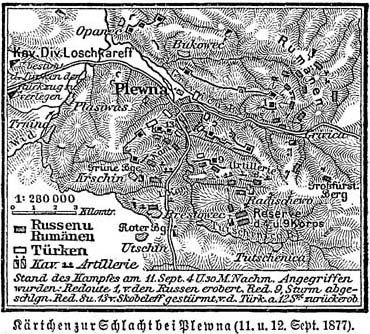
Harta asediului Plevnei

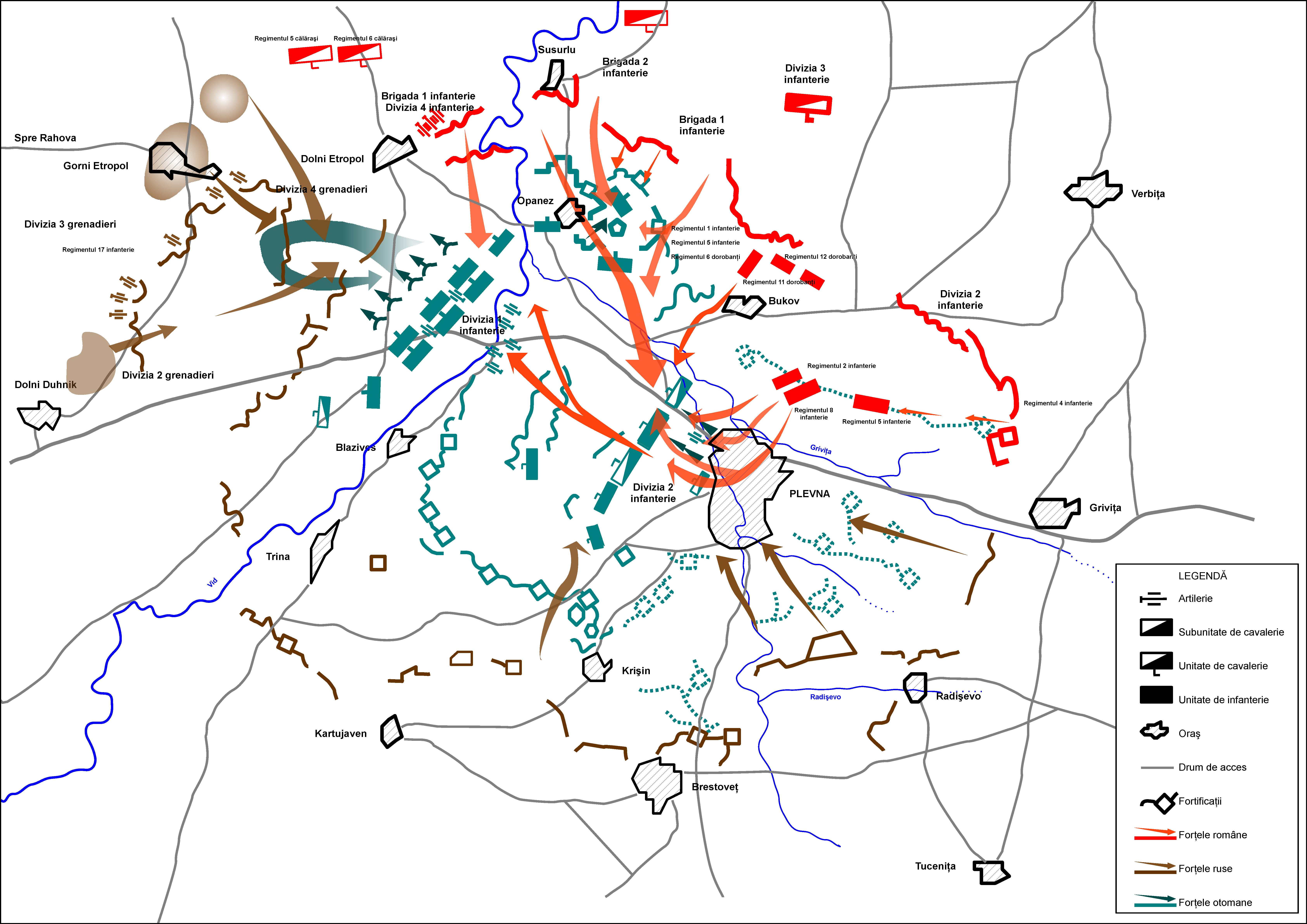
Faza finală a bătăliei de la Plevna

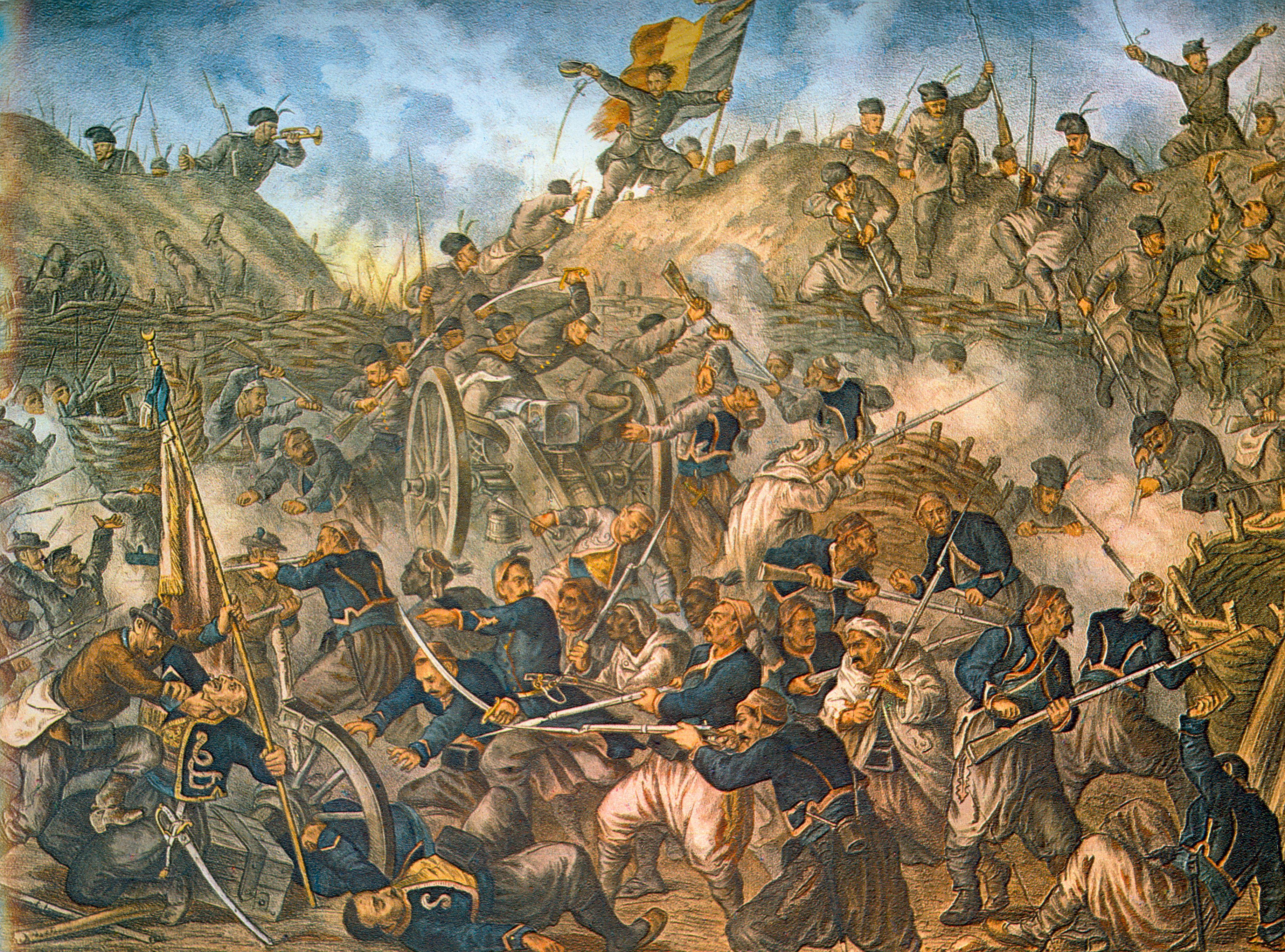
Cucerirea redutei de la Grivița de către trupele române

Imperiul Rus a concentrat pentru luptele din Balcani 260.000 de soldați cu 802 tunuri, iar Imperiul Otoman 186.000 de soldați cu 210 tunuri. Acțiunile armatei țariste au început în iunie, când trupele ruse au traversat Dunărea în Dobrogea. Traversarea fluviului s-a făcut în parte sub protecția flotilei românești (vedetele „România”, „Ștefan cel Mare”, „Fulgerul” și „Rândunica”). După câteva zile, rușii au trecut la forțarea fluviului cu gruparea principală, care fusese concentrată în zona Roșiorii de Vede –Alexandria – Zimnicea – Turnu Măgurele. Armata română a asigurat traversarea Dunării de către ruși prin bombardamentele din 14-16 iunie asupra pozițiilor otomane. Tot pentru asigurarea armatei ruse, românii au organizat posturi de supraveghere la vărsarea Oltului în Dunăre. Pentru facilitarea mișcărilor trupelor ruse și împiedicarea manevrelor otomane, bateriile românilor de la Calafat, Corabia, Bechet au executat bombardamente intense a căilor de comunicație turcești. Rușii au beneficiat din plin de sprijinul artileriei române și, după un atac energic, au cucerit pe 4 iulie cetatea Nicopol. 

### Trecerea Dunării de către Armata Română
Marele cartier general român a hotărât pe 11 iulie să răspundă cererilor rușilor și să faciliteze concentrarea de trupe țariste la Plevna prin trimiterea unei brigăzi de infanterie și a alteia de cavalerie la Nicopol. Pe 16 iulie primele unități române au traversat Dunărea și controlul orașului Nicopol a fost preluat în întregime de români. 
Marele duce Nicolae a hotărât să atace cu toate forțele Plevna. Atacurile rușilor au fost respinse cu pierderi foarte mari de apărarea foarte hotărâtă a turcilor.  Într-o telegramă cifrată, marele duce Nicolae s-a adresat princepelui Carol I cerându-i ajutorul: „Turcii, adunând cele mai mari mase de trupe la Plevna, ne zdrobesc. Rog să faci fusiune, demonstrațiune și, dacă se poate, să treci Dunărea cu armata după cum dorești. Între Jiu și Corabia demonstrațiunea aceasta este neapărat necesară pentru înlesnirea mișcărilor mele.”
Principele Carol I a acceptat propunerea marelui duce Nicolae să devină comandantul suprem al trupelor ruse și române de la Plevna. Condițiile de cooperare urmau să fie discute ulterior. În seara zilei de 19 iulie, noi unități române au traversat Dunărea, iar artileria de pe malul stâng al fluviului și-a intensificat bombardamentele. În plus, Armata Română a fost reorganizată pe 23 iulie în vederea îndeplinirii noilor sarcini. Astfel, a fost creată Armata de Operațiuni de sub comanda generalui Alexandru Cernat, (43.414 militari, 7.170 cai, 110 tunuri). Pentru apărarea frontierei dunărene a fost creat Corpul de observație 11.380 militari, 1.350 cai, 74 tunuri), iar milițiile din Oltenia au fost mobilizate. 
În urma discuțiilor celor două părți, s-a hotărât ca la baza cooperării să fie pusă respectarea unității de comandă a armatei române, iar la Plevna să se constituie o singură grupare ruso-română numită „Armata de vest”, pusă sub comanda principelui Carol I. Până pe 25 august, trei divizii române s-au alăturat Armatei de vest. În această zi, consiliul de război aliat a hotărât ca să fie lansat un al treilea asalt asupra Plevnei pe 30 august 1877.

### Asediul Plevnei și bătălia de la Rahova
Fortificațiile de la Plevna ocupau o poziție strategică extrem de importantă. Aici se încrucișau mai multe căi de comunicație importante care legau Nicopole, Rusciuk, Sofia, Tîrnovo și Plovdiv. Asalturile Armatei de vest s-au desfășurat în condiții extrem de grele: în afara terenului accidentat, a fortificațiilor foarte puternice, serviciile de contrainformații nu obținuseră toate datele necesare despre plasarea în teren a redutelor otomane. La sfârșitul primei zile a celui de-al treilea asalt al Plevnei singurul câștig a fost ocuparea redutei Grivița 1 de către români. 
Consiliul de război din 1 septembrie a tras învățămintele necesare din eșecul celui de-al treilea atac al Plevnei. La acest consiliu au participat pe lângă principele Carol I, țarul Alexandru, marele duce Nicolae, ministrul rus de război și o serie de generali ruși. S-a hotărât să se înceteze orice atac direct, în schimb urmând să se întărească încercuirea fortificațiilor otomane și împiedicarea aprovizionării celor asediați. Rusia urma de asemenea să aducă în zonă trupe proaspete. După două zile de lupte, fortificațiile de la Rahova au fost cucerite, această victorie fiind obținută cu participarea exclusivă a militarilor români. 
Odată cu întărirea încercuirii Plevnei, situația trupelor otomane a devenit critică. Osman Pașa a refuzat oferta aliată de capitulare. În schimb, în condițiile crizei de muniție, alimente și furaje, comandamentul otoman a hotărât părăsirea Plevnei și retragerea spre Sofia. În noaptea de 27 – 28 noimebrie, otomanii au încercat să părăsească Plevna la adăpostul întunericului și ceței. Manevrele unei mase de aproximativ 50.000 de oameni (militari și civili care doreau să plece odată cu armata) nu au rămas neobservate. Românii au fost cei care au remarcat primii, că otomanii au părăsit reduta Grivița 2. După acest moment a urmat o avalanșă de evenimente, care au culminat cu capitularea necondiționată a lui Osman Pașa în fața colonelului Mihail Cerchez. Gruparea otomană, care a capitulat în frunte cu Osman Pasa a mai numărat 10 generali, peste 130 de ofițeri superiori, 2.000 de ofițeri inferiori și aproximativ 40.000 de soldați. Au fost capturate peste 70 de tunuri și un mare număr de arme de infanterie. 

### Asediul Vidinului
Pentru a exploata rapid și hotărâtor victoria de la Plevna, s-a luat hotărârea ca armata română să se deplaseze în regiunea Vidinului, pentru zdrobirea forțelor otomane din nord-vestul Bulgariei, care amenințau flancul drept al rușilor. Pentru continuarea acțiunilor la sud de Balcani cu forțe sporite, trupele ruse, care staționau în Nicopol și Rahova, au fost înlocuite cu unități române. În Calafat au fost construite zece baterii de artilerie în timpul Războiului pentru Independență. Acestea au fost denumite astfel: Ștefan cel Mare, Elisabeta, Mircea,  Basarabia, Mihai Bravu, Renașterea, Independența I, Independența II, Perseverența și  Carol. 
Pentru nimicirea grupării turcești de la Vidin și cucerirea acestei cetăți, a fost ales Corpul de vest sub comandamentul lui Nicolae Haralambie. Trupele române de pe malul stâng al Dunării au primit ordin să se concentreze în Oltenia, cu forțele principale în zona Calafat, și să intervină cu artileria în sprijinul marilor unități care urmau să atace Vidinul; ele aveau, totodată, misiunea de a participa la lichidarea unor eventuale incercări otomane de forțare a fluviului în această zonă. 
Deplasarea trupelor române spre Vidin s-a făcut în condiții foarte grele, pe un ger de până la -25 grade, pe drumuri troienite și sub atacul continuu al cavaleriei otomane. Vidinul reprezenta un centru de comunicații important, care asigura accesul spre interiorul Peninsulei Balcanice. Otomanii au construit o serie de poziții întărite pentru a-și asigura legătura cu exteriorul la Tatargik, Novoselce, Rupcea, Rainovcea, Inova și Kapitanovcea, aliniament care constituia centura principală exterioară de apărare a Vidinului. Astfel organizată pentru aparare, cetatea Vidin dispunea de 12.000 de militari bine înarmați, aflați sub comanda lui Izzet pașa, cunoscut ca un general energic și inteligent. Garnizoana otomană era pregătită pentru o rezistența de lungă durată, dispunând de suficiente cantități de alimente și muniții; pozițiile inaintate, mai ales cele de la Smârdan, scoteau practic Vidinul de sub bătaia artileriei adverse amplasată dincolo de centura fortificațiilor exterioare. Comandamentul român a hotărât să atace pentru început centura de fortificații din jurul Vidinului. În perioada 12-14 ianuarie, cea mai mare parte dintre satele întărite din jurul Vidinului (Tatargik, Novoselcea, Rupcea, Rainovcea, Smârdan, Inova și Capitanovcea) au fost atacate și cucerite. În sprijinul atacului trupelor terestre de pe malul drept al Dunării au intervenit unitățile de artilerie de la Calafat și Ciuperceni. Vidinul era apărat de peste 15.000 de infanteriști, peste 2.100 de cavaleriști și artileriști cu 84 de tunuri. 
După cucerirea centurii de fortificații exterioare, armata română s-a pregătit pentru asaltul final al Vidinului. Artileria română a bombardat neîncetat pozițiile otomane până pe 22 ianuarie, când s-a comunicat încheierea unui armistițiu ruso-turc. Pe 12 februarie 1878, trupele române au pătruns în Vidin, iar a doua zi în cetatea Belogradcik. 
Cucerirea Vidinului a încheiat participarea victorioasă a armatei române la Războiul de Independență. Armata română avea să-și facă intrarea triumfală în București pe 8 octombrie 1878. 
Independența României a fost recunoscută de marile puteri pe 13 iulie 1878.

### Participarea românilor timoceni
În 1875 în Bosnia și Herțegovina a izbucnit o revoltă a bosniacilor și a vlahilor/românilor îndreptată împotriva otomanilor. În acelasi timp s-au răsculat și bulgarii, împreună cu românii din Bulgaria, în aprilie 1876 dar revolta a fost înăbușită de otomani.
După ce Serbia a declarat război turcilor (20 iunie 1876) s-au răsculat și românii timoceni (29 iunie 1876).  S-au păstrat numele unor conducători ai răscoalei: episcopul Partenie, învățătorul Ion Ciolac, preotul Pop Dumitru, Ion Troacă etc. Între Vidin și Timoc răscoala a cuprins 14 sate românești și 4 bulgărești. După ce armata sârbă s-a retras din zonă, răscoala a fost înăbușită cu cruzime de către turci. România a trimis la Cladova mai mulți medici și farmaciști care să ajute victimele represiunii. În urma represaliilor ordonate de către turci în jur de 15000 de locuitori din zona Timocului s-au refugiat în Serbia și România.
În timpul bătăliilor duse la sud de Dunăre de armata română în războiul din 1877-1878, acesteia i s-au alipit batalioane de voluntari formate din români timoceni. Astfel, la asediul Vidinului au participat voluntari din stânga Timocului, conduși de Ilie Nicolae din Cobișnița, precum și din zona orașului asediat sub comanda lui Vancea Predoi din Bregova. În rândul voluntarilor au luptat și copii și tineri, între care 37 de fete, care distribuiau oștenilor români hrană, muniție și ajutau pe cei din serviciul sanitar. Marița, o fetiță de 12 sau 14 ani, se spune că a cărat cu o găleată de lemn apă pentru militarii armatei române. Prima dintre fetele care au căzut răpuse de gloanțele inamicului a fost Marița. În 1905, românii de la sud de Dunăre au ridicat o statuie de bronz în apropierea cimitirului de la Smârdan în care odihnesc eroii căzuți la datorie. Statuia o înfățișează pe Marița privind spre est (către liniile armatei turcești) purtând în mâna dreaptă o coroană, iar în stânga o găleată. Monumentul a fost distrus în 1913 sau 1917 și refăcut la Calafat în 2001.

## Urmări
Tratatul de pace dintre Imperiul Rus și Imperiul Otoman a fost semnat la San Stefano pe 3 martie 1878. În urma acestui tratat a fost creat Principatul Bulgariei și recunoscută independența Muntenegrului, Serbiei, României. României i se impune cedarea celor trei județe din sudul Moldovei (Cahul, Ismail, Bolgrad). 
Imperiul Rus nu s-a arătat dispus să-și respecte promisiunile făcute în convenția semnată pe 4 aprilie 1877 de consulul rus Dimitri Stuart (cu aprobarea țarului Alexandru al II-lea) și de ministrul de externe român de la acea dată, Mihail Kogălniceanu. Realitatea este că Rusia nu a dorit „apărarea și respectarea” integrității teritoriale a României ci cucerirea a cât mai mult din Imperiul Otoman (numit „Bolnavul Europei”), a zonei Mării Negre (controlul Dunării) până la Constantinopol (controlul strâmtorilor Dardanele/Bosfor) și Marea Mediterană.
Pentru a înțelege mai bine, trebuie privite lucrurile în contextul acelor ani, anume expansiunea Imperiului Rus în Caucaz și Asia, precum și încercarea de a ajunge la Oceanul Indian, prin cucerirea teritoriilor care în prezent sunt Iranul și Afganistanul.
Marile puteri (Marea Britanie, Franța, Imperiul German) nu au fost satisfăcute de acest tratat (de la San Stefano), prin care Imperiul Țarist și-a extins influența în Balcani și Caucaz, la Congresul de la Berlin cerând  o revizuire ce va fi obținută prin Tratatul de la Berlin (1878).
La conferința de pace de la Berlin din 1878 s-a decis ca Rusia să recunoască României independența, să cedeze teritoriile Dobrogei și Deltei Dunării, inclusiv portul Constanța, și mica Insulă a Serpilor. În schimb, Rusia prelua județele din sudul Basarabiei (Cahul, Ismail, Bolgrad), care reintraseră în componența Moldovei după Războiul Crimeii prin prevederile Tratatului de la Paris din 1856. Principele Carol I a fost profund nemulțumit de turnura nefavorabilă a negocierilor. Otto von Bismarck a reușit să-l convingă pe principe să accepte acest aranjament, care oferea noi oportunități României din punct de vedere economic datorită accesului la Marea Neagră și controlului asupra traficului pe Dunăre.

## Costuri
Pe lângă costurile umane, Românii au suportat un important cost financiar, respectiv un total de 100 milioane lei aur. La scurtă vreme după căderea Plevnei, Carol I al României îi scrie tatălui său, Karl Anton : « …mai puțin favorabilă este situația noastră financiară, căci războiul ne-a costat deja 25 de milioane,... ». Cu un buget al Ministerului de Război insuficient, 13 milioane lei, România a acoperit deficitul printr-o emisiune de bancnote/bilete ipotecare, în sumă de 26.260.000 lei, garantate cu moșiile statului. Această inflație a masei monetare, nefiind acoperită în aur, a dus în următorii ani la o creștere generalizată a prețurilor, în fapt o taxă ascunsă.
Contribuțiile voluntare ale cetățenilor, în bani, au însumat 9.247.000 lei aur, de asemenea au fost donate cantități mari de alimente, animale, îmbrăcăminte, bandaje, medicamente etc. stiindu-se numai numărul (ex. 8000 capete vite) sau cantitatea, necuantificate financiar fiind serviciile (ex. medicale, transport) oferite gratuit de indivizi către Armata Română. Din păcate, statul Român a recurs și la „rechiziții de război”, anume  59.000 vite și peste 30.000 tone alimente, unele plătite după încetarea ostilităților.